# Lądowisko Kraków-Węzeł Tyniecki
Lądowisko Kraków-Węzeł Tyniecki – lądowisko śmigłowcowe w Krakowie, w województwie małopolskim, położone przy ul. Bolesława Śmiałego 60.
Zarządzającym lądowiskiem jest firma Colos Sp. z o.o. Oddane do użytku zostało w roku 2013 i jest wpisane do ewidencji lądowisk Urzędu Lotnictwa Cywilnego pod numerem 188.